# Chiesa di Sant'Agostino (Penne)
La chiesa di Sant'Agostino è un edificio religioso che si trova a Penne, in provincia di Pescara.

## Storia e descrizione

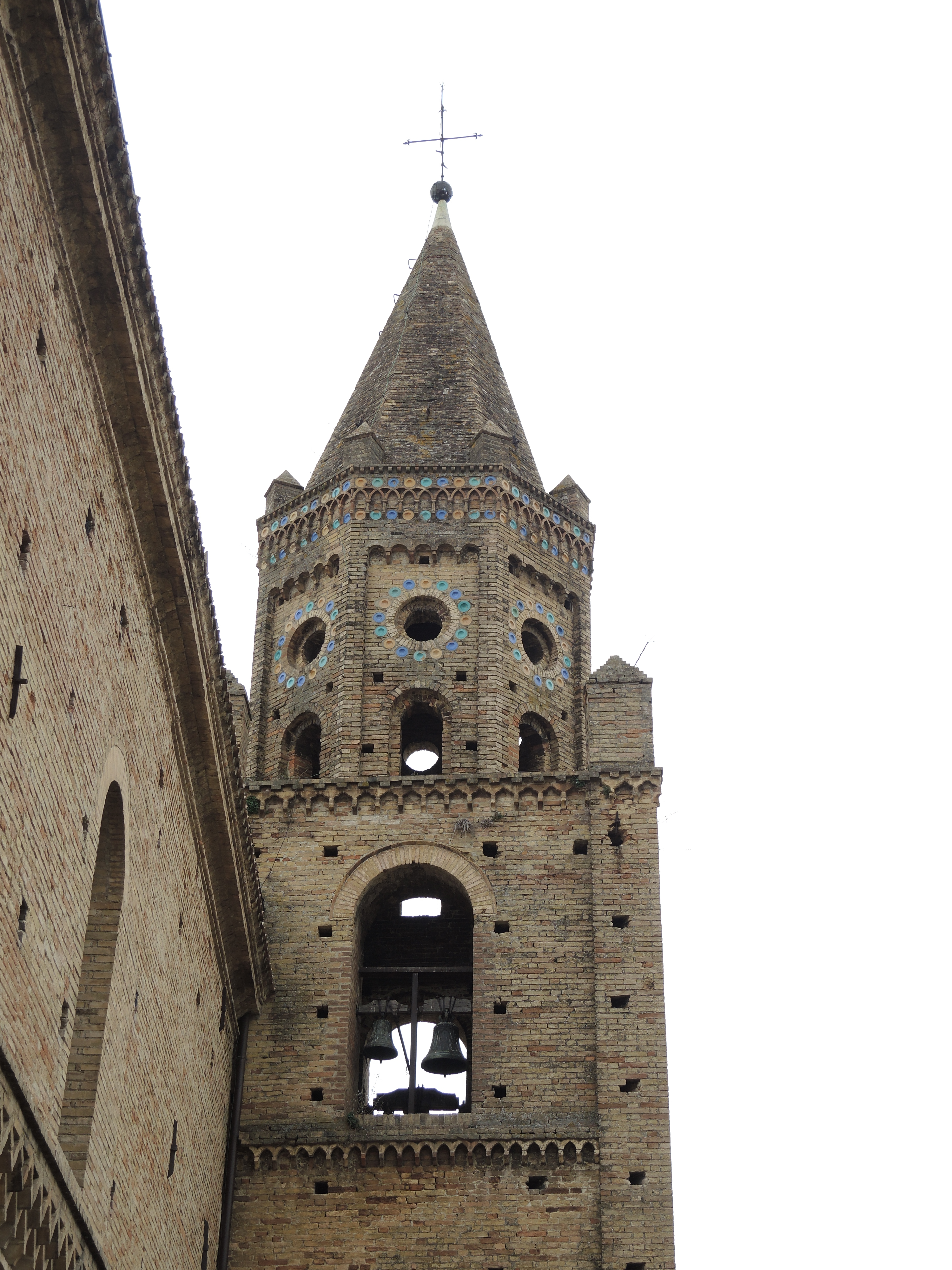
Campanile

La chiesa di S. Agostino è di origine romanica e della struttura originale del XIII-XIV secolo conservale monofore ogivali sui fianchi esterni.
La facciata distrutta dai bombardamenti del 1944 venne ricostruita tra il 1959 ed il 1960.
Il campanile segue l'impostazione data da Antonio da Lodi nella seconda metà del XV secolo, con una torre medievale quadrata alla quale è stata aggiunta una cuspide ottagonale arricchita da inserti policromi in maiolica.

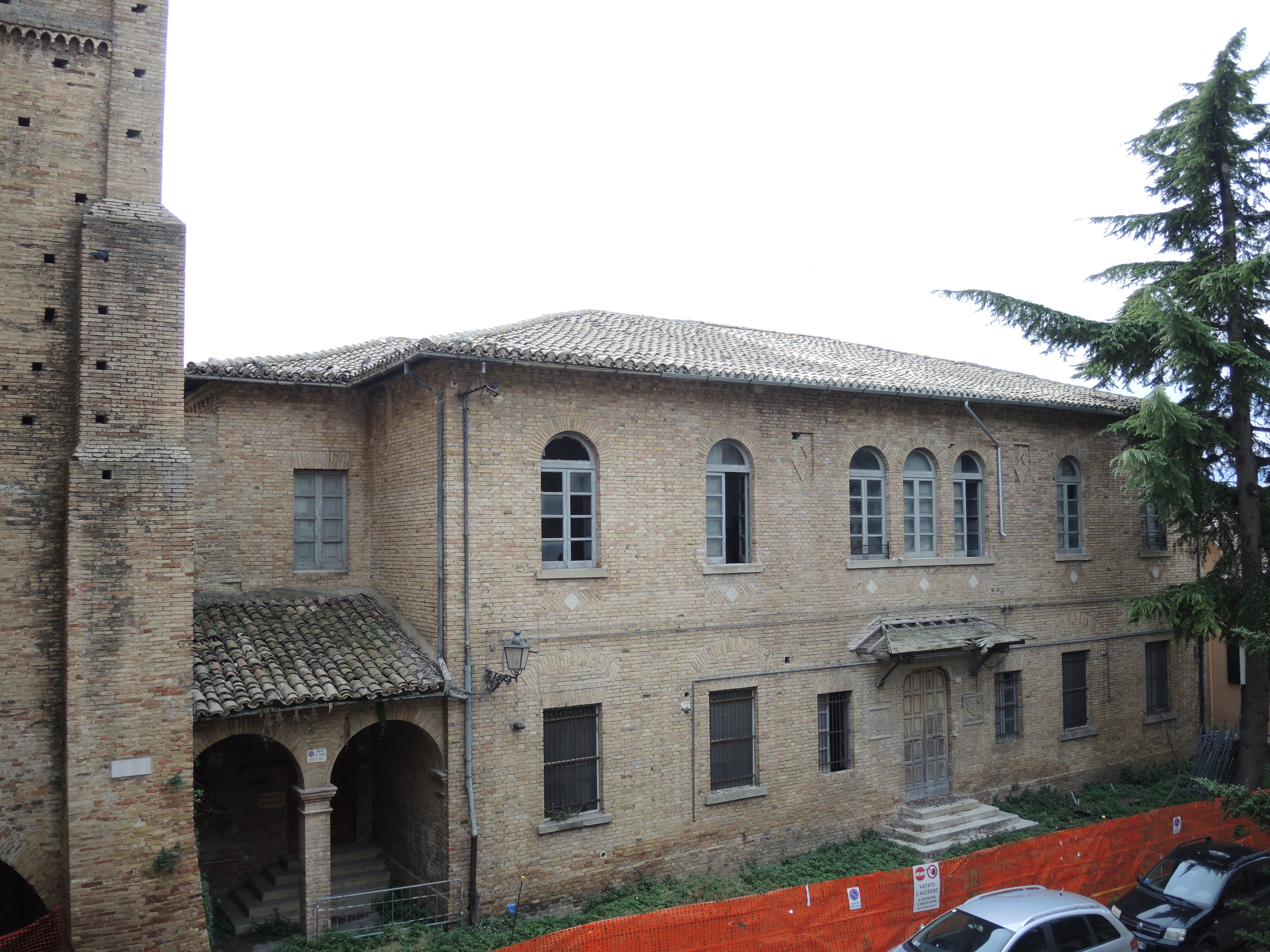
Convento

La chiesa ha un doppio ingresso, con il superiore situato sulla facciata principale che immette ad una scalinata interna doppia che scende al pavimento interno della navata, mentre il portale inferiore è al livello del piazzale laterale davanti al convento, ed è raggiungibile tramite un porticato posto sotto la strada superiore.
Il campanile risale al XV secolo ed è posto tra la chiesa ed il convento. La base è caratterizzata da archi a sesto acuto sui quali si poggia un tratto chiuso con contrafforti di spigolo e terminanti con torri d'angolo. Sul culmine si poggia un corpo ottagonale terminato da un tetto piramidale e decorato da elementi in maiolica colorata.

L'interno è a navata unica, senza transetto e con un'abside rettilinea. La navata è arricchita di ornamenti settecenteschi barocchi.
Di particolare interesse l'affresco del XV secolo posto nella parete dell'abside dietro l'altare maggiore rappresentante una Crocifissione attribuita ad Antonio da Atri e databili alla fine del Trecento.